# Arvo Askola
Arvo Askola   (Valkeala, 2 de desembre de 1909 - Kuusankoski, 23 de novembre de 1975) va ser un atleta finlandès, especialista en curses de fons, que va competir durant la dècada de 1930.
El 1936 va prendre als Jocs Olímpics d'Estiu de Berlín, on guanyà la medalla de plata en la cursa dels 10.000 metres del programa d'atletisme. La cursa fou dominada pels corredors finlandesos que van ocupar les tres places de podi. Ilmari Salminen guanyà la cursa per tan sols dues dècimes sobre Askola, mentre Volmari Iso-Hollo completà el podi.
En el seu palmarès destaca una medalla de plata al Campionat d'Europa d'atletisme de 1934 i un campionat nacional.

## Millors marques
- 3.000 metres obstacles. 9' 34.1" (1933)
- 5.000 metres. 14' 30.0" (1937)
- 10.000 metres. 30'15.6" (1936)[1][4]